# Les Borgia : une famille de la Renaissance
Pour les articles homonymes, voir Borgia (homonymie).

Blason des Borgia.

Les Borgia : une famille de la Renaissance est un ouvrage écrit par le journaliste Claude Mossé, paru en deux volumes chez HC Éditions en mai-juin 2011.

## Présentation
Les Borgia : une famille de la Renaissance, qui retrace l'histoire de cette illustre famille de la Renaissance, se présente en deux tomes :
- Les Borgia, tome I, Les Fauves, 317 pages ;
- Les Borgia, tome II, La Chair et le Sang, 336 pages.

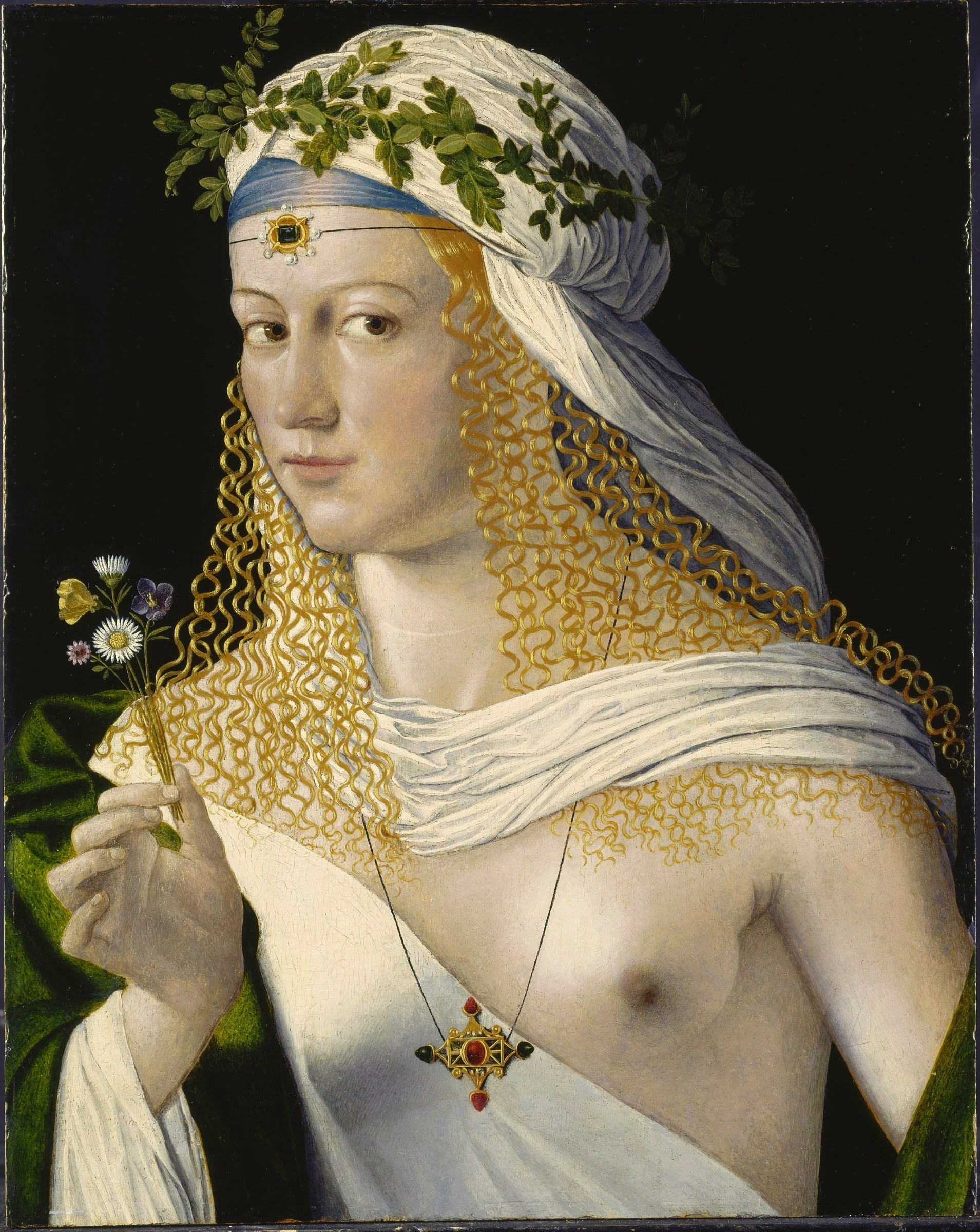
Portrait de Lucrèce Borgia par Bartolomeo Veneto.

Dans cette imposante biographie, Claude Mossé fait le tri entre la légende qui colle à cette célèbre famille installée à Rome et la réalité historique. Les auteurs des siècles passés n'ont pas peu contribué à brouiller les cartes et à romancer l'histoire, à commencer par Victor Hugo avec sa pièce de théâtre sur Lucrèce Borgia.

### Résumé
Près de Valence, en Espagne, vit une famille que rien ne prédispose à un destin particulier, les Borja, dont Alfonso, évêque de Valence, cousin et secrétaire du roi « Alphonse V d'Aragon et de Sicile ». 
Pour mettre fin au grand schisme qui écartèle l'Église catholique, le roi décide de mettre fin à cette situation et de tout faire pour que son évêque — qu'il fait aussitôt cardinal — finisse en 1455 par ceindre la tiare romaine en jouant sur la concurrence et même la haine entre les deux grandes familles romaines, les Colonna et les Orsini. Mal en prit au roi car son protégé, sous le nom de Calixte III, fait pire que ses prédécesseurs : il a une vie dissolue et des enfants illégitimes, il se brouille avec les grandes familles romaines, sur fond de meurtres et d'empoisonnements.
Ainsi est scellé le sort de cette modeste famille espagnole, avec Rodrigo Borgia, le futur pape Alexandre VI, sa fille bien-aimée Lucrèce qu'il sacrifie à ses ambitions, César Borgia, modèle du Prince de Machiavel et, dans un autre registre, François Borgia de Gandia, leur frère, qui a une vie exemplaire, qui meurt à Rome en 1572, est béatifié et canonisé en 1671.